# Kościół św. Mikołaja i bł. Michała Kozala w Krostkowie
Kościół świętego Mikołaja i błogosławionego Michała Kozala w Krostkowie – rzymskokatolicki kościół parafialny należący do parafii pod tym samym wezwaniem (dekanat Wyrzysk diecezji bydgoskiej).
Kamień węgielny pod budowę obecnej świątyni został poświęcony w dniu 8 czerwca 1864 roku. Budowa kościoła powierzona została Mistrzowi Murarstwa Ernestowi Opitz z Wyrzyska. W 1866 roku nowy kościół, o wymiarach 25 x 10 metrów, był ukończony w stanie surowym. Budowla wybudowana została na miejscu poprzedniego kościoła. Została wzniesiona na granitowych fundamentach, z palonej czerwonej cegły, natomiast dach został pokryty dachówką ceramiczną. We wnętrzu zostały umieszczone trzy ołtarze „drewniane i wypokostowane na kolor brunatny, nieznacznie tylko pozłacając”. W 1869 roku budowa kościoła została zakończona, skompletowane zostało również jego wyposażenie.
Do najstarszych i ciekawszych obiektów wyposażenia kościoła należą m.in.: granitowa kropielnica datowana na przełom XIII/XIV wieku umieszczona u wejścia do świątyni, późnogotycka rzeźba Madonny z Dzieciątkiem znajdująca się na płycinie empory organowej, XIV-wieczna rzeźba św. Anny Samotrzeciej, monstrancja wieżyczkowa z II ćwierci XVII wieku, krucyfiks z przełomu XVII/XVIII wieku umieszczony w kruchcie świątyni, ołtarz główny wykonany w II połowie XIX wieku z obrazem Matki Bożej Niepokalanie Poczętej namalowanym przez nieznanego artystę wzorowanym według oryginału obrazu B.E.Murilla z 1678 roku, ołtarze boczne ozdobione obrazami św. Mikołaja i bł. Michała Kozala, kilka rzeźb z XVII do XIX wieku (św. Piotra i św. Mikołaja – w ołtarzu głównym, św. Stanisława i św. Jana Ewangelisty – w ołtarzach bocznych, Czterech Ewangelistów – pochodzących z dawnej ambony, figury aniołów – umocowane na tle empory organowej), 22 srebrne wota gromadzone od XVII do XX wieku a także dwa dzwony z 1641 i 1756 roku umieszczone w drewnianej dzwonnicy. Do wyposażenia świątyni należą również organy wykonane w warsztacie Eduarda Witteka z Elbląga z 1911 roku.